# Badula borbonica
Badula borbonica är en viveväxtart som beskrevs av A. Dc. Badula borbonica ingår i släktet Badula och familjen viveväxter. Utöver nominatformen finns också underarten B. b. macrophylla.